# Castilenti
Castilenti ist eine Gemeinde mit 1314 Einwohnern und liegt in der Nähe von Castiglione Messer Raimondo und Montefino in der italienischen Provinz Teramo. Die Ortschaft ist Mitglied der Comunità Montana del Vomano, Fino e Piomba.

## Geografie
Zu den Ortsteilen (Fraktionen) zählen Villa San Romualdo und Casabianca.
Die Nachbargemeinden sind: Atri, Castiglione Messer Raimondo, Elice, Montefino und Penne.
Die Gemeinde liegt rund 38 Kilometer vom Hauptort der Provinz, der Stadt Teramo und 24 Kilometer von der Adriaküste entfernt.

## Geschichte
Die Ursprünge der Gemeinde reichen bis in vorrömische Zeiten. Es wurde in der Fraktion Casabianca eine Nekropole aus vorchristlicher Zeit ausgegraben. Dabei stießen die Archäologen auf Beigaben wie Keramiken, Bronze und Münzen. Während des römischen Zeitalters wurden in der Gegend mehrere Siedlungen errichtet. Aus dieser Zeit sind die Ruinen einer römischen Villa und eines Friedhofs erhalten. Im Mittelalter wurden mehrere Kirchen und eine Festung erbaut.

## Gemeindepartnerschaften
- Bad Grönenbach in Schwaben, Deutschland (seit 25. August 1981)

## Bevölkerungsentwicklung
| Jahr      | 1861 | 1881 | 1901 | 1921 | 1936 | 1951 | 1971 | 1991 | 2001 |
| Einwohner | 1533 | 1565 | 2029 | 2052 | 2309 | 2518 | 1645 | 1635 | 1624 |

Quelle: ISTAT

## Wirtschaft
In den letzten Jahren entstanden in der Gemeinde einige Industrie- und Handwerksbetriebe, die viele Personen beschäftigen. Die betreffenden Gebiete sind vielfältig. Es gibt Textil-Unternehmen, Metall-, Zement- und Möbelfabriken.
Neben der industriellen Produktion gehört die landwirtschaftliche Produktion weiterhin zu einem wichtigen Wirtschaftszweig der Ortschaft. Die landwirtschaftliche Fläche beträgt rund 1500 Hektar. Es werden bevorzugt Wein, Oliven und Früchte produziert.